# November (filme)
November é um filme de drama estoniano de 2017 dirigido e escrito por Rainer Sarnet. Foi selecionado como representante de seu país ao Oscar de melhor filme estrangeiro em 2018.

## Elenco
- Rea Lest - Liina
- Jörgen Liik - Hans
- Arvo Kukumägi - Rein
- Katariina Unt - Luise
- Taavi Eelmaa - Ints